# Maria Carbone
Maria Carbone Rossini (Castellammare di Stabia, 15 giugno 1908 – Roma, 28 dicembre 2002) è stata un soprano italiano.
Dopo aver studiato medicina per quattro anni, si è diplomata in pianoforte presso il Conservatorio di San Pietro a Majella di Napoli ed ha studiato canto con P.A. Roche.
Nel 1929 ha debuttato al Teatro San Carlo di Napoli nel Mefistofele di Boito, e subito dopo in Micaela nella Carmen e in Mimì ne La bohème.
È stata un grande soprano mascagnano, del quale ha interpretato praticamente tutti i ruoli principali da soprano (nel Guglielmo Ratcliff, Lodoletta, Pinotta, Le maschere, Parisina, Isabeau, Il Piccolo Marat, le ultime due negli anni 1932-40).
Era una fine musicista, e il suo vasto repertorio prevedeva anche le opere dei contemporanei: Maria Egiziaca e Lucrezia di Ottorino Respighi, Fra Gherardo, Debora e Jaele e Lo straniero di Ildebrando Pizzetti e il Cyrano de Bergerac di Franco Alfano.
Ha preso parte anche ad alcune prime rappresentazioni, tra cui Antonio e Cleopatra di Malipiero (al Maggio Musicale Fiorentino nel 1938), Turandot di Busoni del 1940, Ecuba di Malipiero (Opera di Roma nel 1941), Lo stendardo di San Giorgio di Peragallo (Genova 1941).
Ha cantato anche spesso all'estero in importanti tournée.
Ritiratasi dalle scene, ha insegnato canto ai Conservatori di Venezia e Milano. Tra i suoi allievi figurano il baritono Franco Giovine, il basso Francesco Signor e i soprani Rosetta Pizzo (moglie del basso Signor) e Maria Chiara.